# طباع الحيوان (كتاب)
كتاب طباع الحيوان هو واحد من النصوص الرئيسية في علم الأحياء للفيلسوف اليوناني القديم أرسطو، الذي تعلم في أكاديمية أفلاطون في أثينا. كُتب الكتاب في القرن الرابع قبل الميلاد. وتُوفي أرسطو عام 322 قبل الميلاد.
يُنظر لعمل أرسطو هذا بشكل عام على أنه عمل رائد في علم الحيوان، إذ يفسر نصه من خلال شرحه أنه يحقق في الحقائق الموجودة حول الحيوانات قبل تحديد أسباب هذه الخصائص. يُعتبر الكتاب إذُا محاولة لتطبيق الفلسفة على جزء من العالم الطبيعي. يسعى أرسطو طوال الكتاب إلى تحديد الاختلافات بين الأفراد وبين المجموعات. تنشأ مجموعة عندما يُرى أن جميع الأعضاء لديهم نفس مجموعة السمات المميزة، فعلى سبيل المثال، جميع الطيور لها ريش وأجنحة ومناقير. اتُفق على هذه العلاقة بين الطيور وخصائصها باعتبارها مسلمات عالمية .
يحتوي كتاب طباع الحيوان على العديد من المشاهدات الدقيقة لشهود عيان، لا سيما علم الأحياء البحرية حول جزيرة ليسبوس، مثل أن الأخطبوط لديه قدرات تغير اللون ونقل الحيوانات المنوية، وأن صغار كلب البحر ينمون داخل جسد أمهم، أو أن ذكر سمك قرموط النهر يحرس البيض بعد مغادرة الأنثى. واعتبرت بعض من هذه المعاومات صحيحة لفترة طويلة قبل أن يُعاد التحقيق فيها في القرن التاسع عشر. اتُّهم أرسطو بارتكاب أخطاء، ولكن بعضها يرجع إلى سوء تفسير نصه. أرجع البعض تلك الملاحظات إلى الملاحظة الحقيقية، غير أنه استخدم نوعًا ما استخدامًا غير عادلًا للأدلة من أشخاص آخرين مثل المسافرين ومربي النحل.
كان لكتاب طباع الحيوان تأثير قوي على علم الحيوان منذ حوالي ألفي عام. وواصل المرجع كونه المصدر الرئيسي للمعرفة حتى القرن السادس عشر، عندما كتب علماء الحيوان الذين تأثروا بأرسطو بما في ذلك كونراد جيسنر دراساتهم الخاصة لهذا الموضوع.

## موضوعات الكتاب

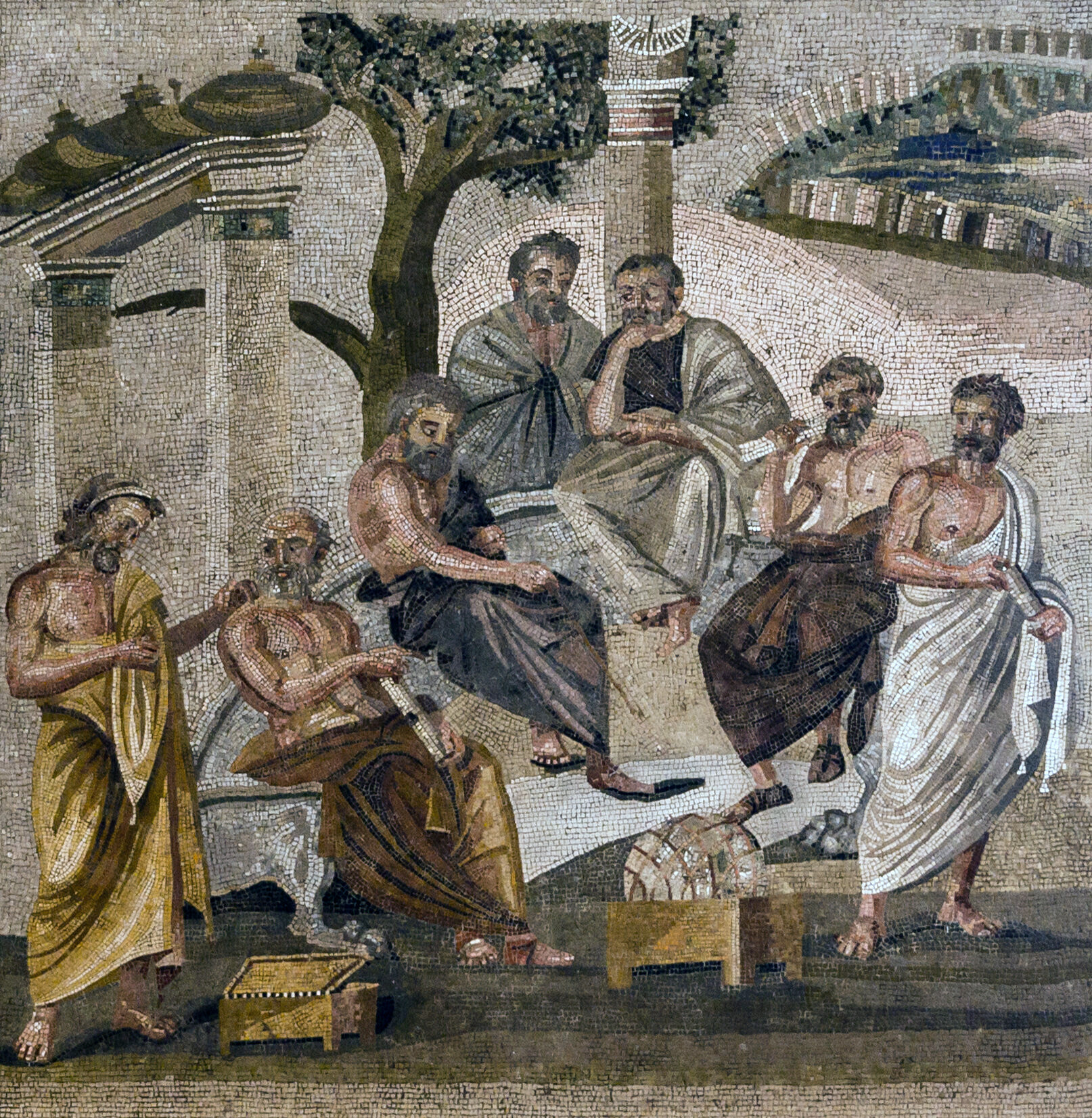
فسيفساء يوضح أن أرسطو أمضى العديد من السنوات في أكاديمية أفلاطون بأثينا.

أمضى أرسطو سنوات عديدة في أكاديمية أفلاطون في أثينا، وظل هناك لمدة 17 عام. سعى أرسطو مثل أفلاطون إلى تحقيق الفلسفة العالمية في فلسفته، ولكنه أيّد على عكس أفلاطون آراءه بملاحظة مفصلة، لا سيما من التاريخ الطبيعي لجزيرة ليسبوس وعلم الأحياء البحرية في بحيرة جزيرة بيرها. جعلته هذه الدراسة من أوائل المؤرخين الطبيعيين الذين خُلّدت أعمالهم المكتوبة. لم يظهر أي عمل تفصيلي مماثل في علم الحيوان حتى القرن السادس عشر. ظل أرسطو وفقًا لذلك مؤثرًا بشكلٍ كبير منذ حوالي ألفي عام. شكّلت كتاباته عن علم الحيوان حوالي ربع أعماله الباقية على قيد الحياة. كتب تلميذ أرسطو ثيوفراستوس في وقت لاحق كتابًا مشابهًا عن علم النبات.

## الكتاب

### المنهج
في كتاب طباع الحيوان، يحدد أرسطو التحقيق في الحقائق الموجودة، قبل تحديد أسبابها. يعتبر الكتاب بالتالي دفاعًا عن طريقته في التحقيق في علم الحيوان. يفحص أرسطو أربعة أنواع من الاختلافات بين الحيوانات: الاختلافات في أجزاء معينة من الجسم (الكتب من الأول إلى الرابع)، والاختلافات في طرق الحياة وأنواع النشاط (الكتب الخامس والسادس والسابع والتاسع)، والاختلافات في شخصيات محددة (الكتاب الثامن).
فكّر أرسطو في مجموعة واحدة من أنواع كثيرة من الحيوانات لتوضيح الطريقة الفلسفية، واختار لذلك الطيور: جميع أعضاء هذه المجموعة يمتلكون السمات المميزة نفسها - الريش والأجنحة والمناقير، ورجلين من العظام. وعمّم ذلك بشكل عالمي مُسلّم به، فإذا كان شيء ما طائرًا، فسيكون له ريش وأجنحة، إذا كان لشيء ما ريش وأجنحة، فهذا يعني أيضًا أنه طائر. لذلك يعتبر المنطق هنا ثنائي الاتجاه. ومن ناحية أخرى، بعض الحيوانات التي لديها دم أحمر لديها رئات، بينما توجد حيوانات أخرى حمراء الدم مثل الأسماك ولكن لديها لديها خياشيم. يعني هذا في منطق أرسطو أنه إذا كان هناك شيء له رئتين، فإنه يحتوي على دم أحمر. لكن كان أرسطو حريصًا على عدم الإشارة إلى أن جميع الحيوانات ذات الدم الأحمر لها رئات، لذا فإن المنطق هنا ليس ثنائي الاتجاه.

### محتويات الكتاب
- الكتاب الأول: تجميع الحيوانات وأجزاء الجسم البشري. يصف أرسطو الأجزاء التي يتكون منها جسم الإنسان مثل الجمجمة والدماغ والوجه والعينين والأذنين والأنف واللسان والصدر والبطن والقلب والأحشاء والأعضاء التناسلية والأطراف.
- الكتاب الثاني: الأجزاء المختلفة من الحيوانات ذوات الدم الحمراء. يكتب أرسطو عن الأطراف وأسنان الكلاب والخيول والإنسان والفيلة والحيوانات مثل القرد والتمساح والحرباء والطيور وخاصةً طائر اللواء والأسماك والثعابين.
- الكتاب الثالث: الأعضاء الداخلية بما في ذلك النظام التوليدي والأوردة والأوتار والعظام وما إلى ذلك. ينتقل بعد ذلك إلى الدم ونخاع العظام والحليب بما في ذلك المنفحة والجبن والسائل المنوي.
- الكتاب الرابع: اللافقاريات ورأسيات القدم والقشريات، إلخ. يصف أرسطو في الفصل الثامن، أعضاء الحس للحيوانات. ويتناول الفصل العاشر النوم وما إذا كان يحدث في الأسماك.
- الكتب الخامس والسادس: التكاثر والعفوية والجنسية في اللافقاريات البحرية والطيور والثعابين والأسماك والمفصليات الأرضية بما في ذلك الدبابير المنزلية والنحل والنمل والعقارب والعناكب والجنادب.
- الكتاب السابع: التكاثر في الإنسان، بما في ذلك البلوغ الحمل والولادة والرضاعة والجنين والمخاض واللبن وأمراض الرضع.
- الكتاب الثامن: طبيعة وعادات الحيوانات والغذاء والهجرة والصحة والأمراض الحيوانية بما في ذلك طفيليات النحل وتأثير المناخ.
- الكتاب التاسع: السلوك الاجتماعي في الحيوانات. علامات الذكاء في الحيوانات مثل الأغنام والطيور.
- يتم تضمين كتاب عاشر في بعض الإصدارات التي تتعامل مع أسباب العقم عند النساء، ولكنه لا ينسب لأرسطو. في مقدمة ترجمته، يصفه دارسي وينتورث ثومبسون بأنه غير مفهوم على الإطلاق.[4]

### ملاحظات على الكتاب

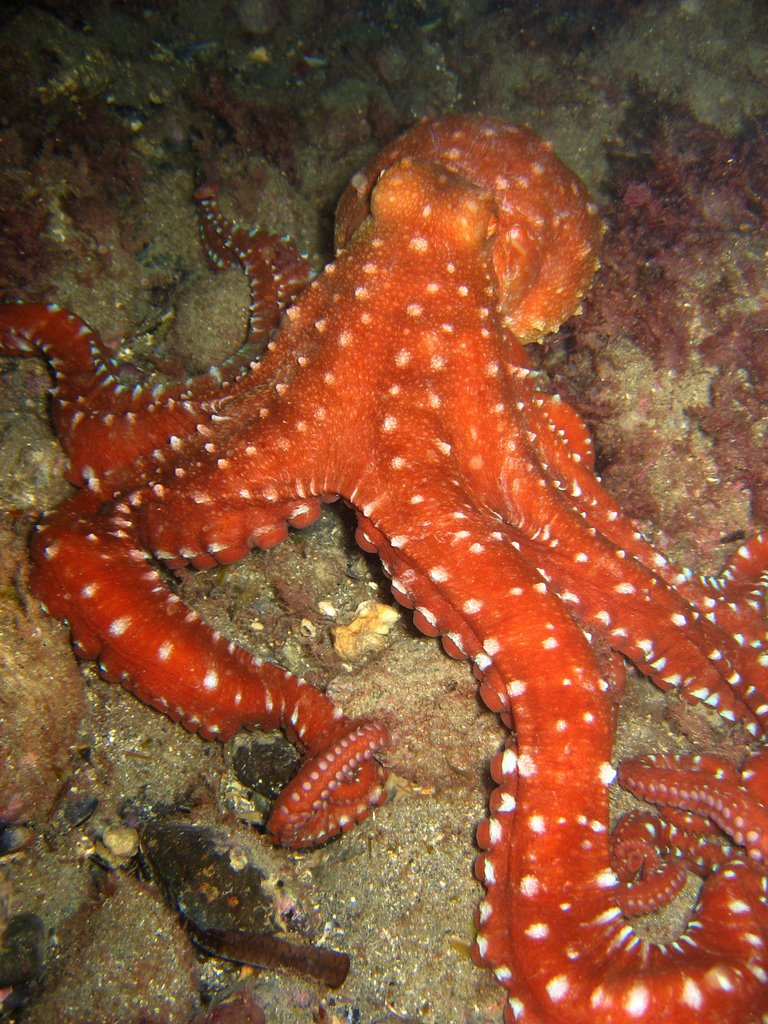
لاحظ أرسطو أن الأخطبوط يمكن أن يتغير لونه عند الانزعاج.

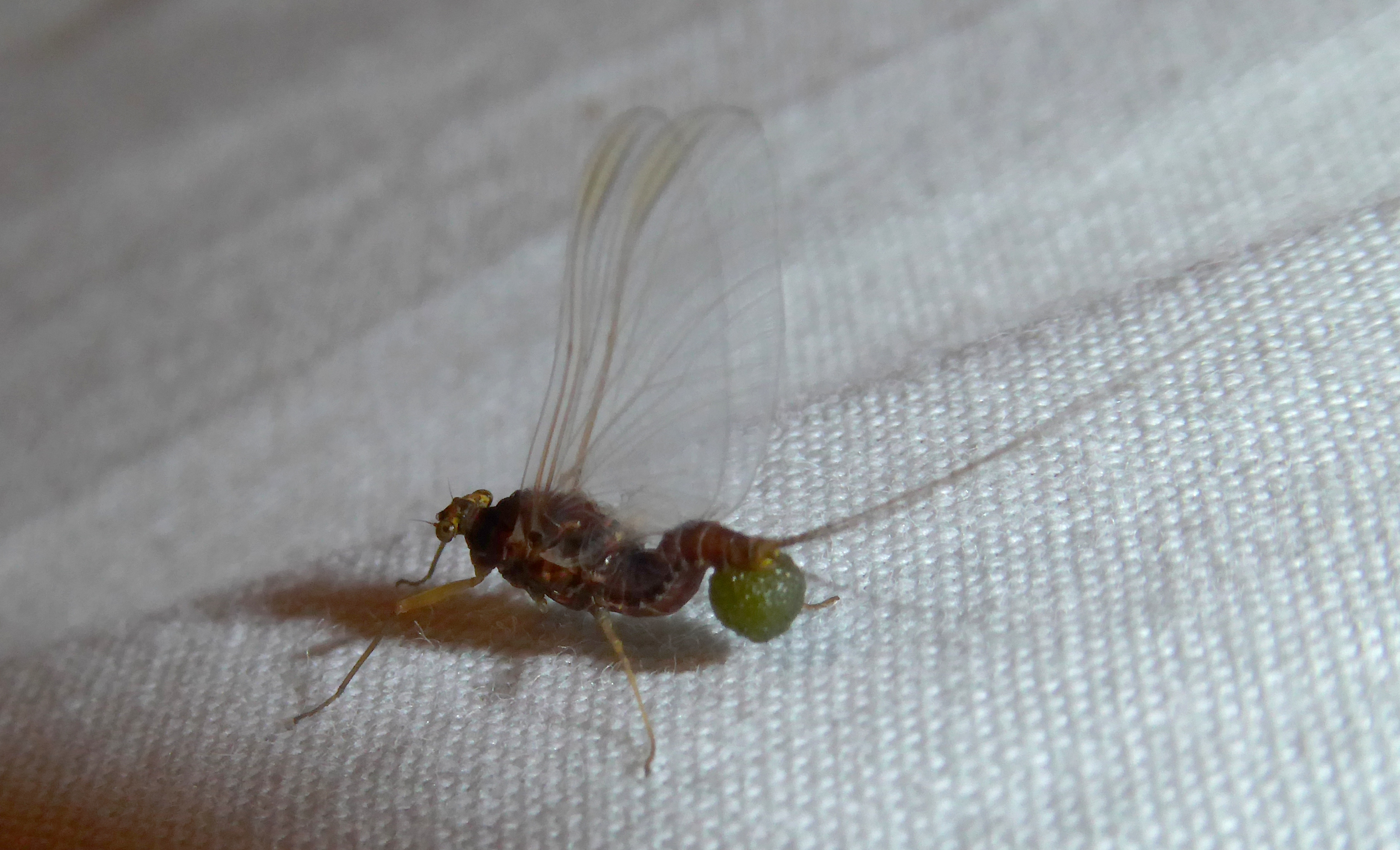
يمشي ذباب المايو على أربع أرجل كما ذكر أرسطو

### أخطاء

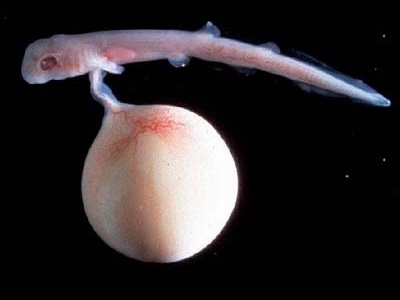
سجل أرسطو أن جنين كلب البحر كان يرتبط عن طريق حبل إلى نوع من المشيمة.

### الترجمة

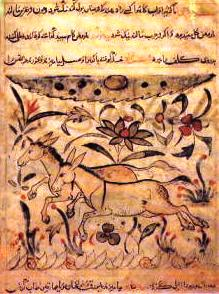
صفحة من الترجمة العربية لكتاب أرسطو كتاب الحيوان للجاحظ